# Los silencios
Los silencios es una película colombiana, estrenada el 29 de agosto de 2019. Dirigida y escrita por Beatriz Seigner, la cinta fue exhibida en la Quincena de realizadores del Festival de Cine de Cannes en 2018, además de participar en otros importantes eventos a nivel internacional.

## Sinopsis
Amparo se refugia junto con sus dos hijos, Nuria y Fabio, en un enigmático lugar llamado "Isla de la fantasía", ubicado entre Colombia, Brasil y Perú. Al llegar a este mágico lugar, Nuria decidió guardar un completo silencio al tener noticias de su padre, supuestamente muerto.

## Reparto
- Marleyda Soto es Amparo
- María Paula Tabares Peña es Nuria
- Adolfo Savilvino es Fabio